# Rhabdophyllum refractum
Rhabdophyllum refractum är en tvåhjärtbladig växtart som först beskrevs av De Wild. och Th. Dur., och fick sitt nu gällande namn av Van Tiegh.. Rhabdophyllum refractum ingår i släktet Rhabdophyllum och familjen Ochnaceae. Inga underarter finns listade i Catalogue of Life.